# Итурбе, Висенте Игнасио
Висенте Игнасио Итурбе Домингес (исп. Vicente Ignacio Iturbe Domínguez,  1786 — 27 мая 1837) — парагвайский военный.

## Биография
Родился в 1785 году в Сан-Педро-де-Йкуамандию, был сыном Антонио Итурбе и Марии дель Кармен Домингес.
Принимал участие в боевых действиях при Парагуари и Такуари против войск Мануэля Бельграно.
Участвовал в акте неповиновения испанскому губернатору Бернардо де Веласко вместе со своим братом Хуаном Мануэлем. Именно ему принадлежит речь:

Дорогой народ Парагвая, я, Висенте Игнасио Итурбе, приношу Вам хорошие новости. Сегодня, 15 мая 1811 года мы стали свободной страной. Не будет больше притеснений со стороны испанской короны, законы будут соблюдаться, не будет несправедливости. Мы будем сами править своей страной. Мы не будем страдать от вымогательства метрополии или дискриминации в отношении местных жителей в распределении государственных должностей. Мы не будем нести обязанность военной службы. И относительно несправедливых ограничений в экономике мы больше не обязаны задерживать свои товары в порту, то есть: можно выбрать страны, с которыми мы будем торговать и получать доходы, это будет благо для нашего народа, и таким образом мы будем расти.

Итурбе был заключён в тюрьму на 15 лет, а затем был казнён по приказу Франсии 27 мая 1837 года.